# Railway Gazette International
Railway Gazette International est un magazine mensuel en langue anglaise couvrant l'ensemble du secteur d'activité ferroviaire : chemin de fer, métro et tramway. 

## Magazine

### Caractéristiques
Railway Gazette International fait partie du groupe Railway Gazette, qui édite d'autres publications telles que Rail Business Intelligence (anciennement Rail Privatisation News), un bulletin bimensuel sur le secteur ferroviaire au Royaume-Uni, ainsi qu'un site Internet RailwayGazette.com qui publie des nouvelles et un échantillon d'articles du magazine. Les abonnés à Railway Gazette reçoivent aussi le yearbook Metro Report, qui couvre les développements spécifiques concernant le transport ferroviaire urbain, depuis le tramway jusqu'au métro et aux lignes ferroviaires de banlieue. 
Le groupe Railway Gazette est détenu par DVV Media et a son siège à Sutton dans le Surrey. Vendu par abonnement annuel, ce magazine est lu dans environ 140 pays par les professionnels du transport et dirigeants d'entreprises ferroviaires, consultants et fournisseurs. 

### Ligne éditoriale
Un ensemble d'articles traitant des aspects techniques, commerciaux et géographiques, ainsi que les pages consacrés aux nouvelles mensuelles, couvrent tous les développements de l'activité ferroviaire, y compris les infrastructures, l'exploitation, le matériel roulant et la signalisation.